# Virgil de Salzburg
Virgil de Salzburg (n. 700 d.Hr., Irlanda – d. 27 noiembrie 784 d.Hr., Salzburg, Austria) a fost un savant medieval, supranumit Geometer („Geometrul”), datorită interesului său pentru geometrie. La mijlocul secolului al VIII-lea a devenit episcop al Diecezei de Salzburg.
Lui Virgil i se datorează construcția primului Dom din Salzburg, pe care l-a pus sub hramul sfântului Rupert.
În anul 1223 a fost canonizat, iar în 1288 a devenit al doilea patron al Domului din Salzburg.
A purtat mai multe dispute cu episcopul Bonifaciu. Între altele, Virgil a susținut existența antipozilor, adică a unor teritorii locuite aflate pe partea cealaltă a Pământului, pornind de la premisa că acesta este sferic (în contradicție cu Augustin de Hipona și Vasile cel Mare, care susținuseră că ar fi plat).